# Gaia (vesoljsko plovilo)
Gaia je vesoljski observatorij Evropske vesoljske agencije (ESA), lansiran leta 2013, z namenom delovati do ok. 2022. Vesoljsko plovilo je zasnovano za astrometrijo: merjenje položajev, razdalj in gibov zvezd z doslej nedoseženo natančnostjo. Cilj misije je ustvariti daleč največji in najnatančnejši 3D vesoljski katalog, ki je bil kdajkoli narejen, s približno  1 milijardo astronomskih objektov, predvsem zvezd, pa tudi planetov, kometov, asteroidov in kvazarjev.
Vesoljsko plovilo je v prvih petih letih izmerilo vsakega od svojih ciljev okoli 70-krat, pri tem zajelo natančen položaj in gibanje vsake tarče, in bo ta nadaljevalo z delom tudi v bodoče. Vesoljsko plovilo ima dovolj goriva za mikropogon za delovanje do približno novembra 2024. Ker se njegovi detektorji ne razgrajujejo tako hitro, kot so sprva pričakovali, bi se lahko življenjska doba misije podaljšala prek 2024 Gaia cilja na objekte svetlejše od magnitude 20 v širokem fotometričnem pasu, ki pokriva večino vidnega območja; takšni objekti predstavljajo približno 1 % populacije Rimske ceste. Poleg tega naj bi Gaia odkrila na tisoče do deset tisoč zunanjesončnih planetov velikosti Jupitra onkraj Osončja, 500.000 kvazarjev zunaj naše galaksije in več deset tisoč novih asteroidov in kometov v Osončju.
Misija Gaia bo ustvarila natančen tridimenzionalni zemljevid astronomskih objektov po Rimski cesti in zasledovala njihove poti, ki so značilne za izvor in kasnejši razvoj Rimske ceste. Spektro-fotometrične meritve bodo zagotovile podrobne fizikalne lastnosti vseh opazovanih zvezd, to je njihovo svetilnost, efektivno temperaturo, težo in elementarno sestavo. Ta obsežen zvezdniški popis bo zagotovil osnovna opazovanja za analizo številnih pomembnih vprašanj, povezanih z nastankom, zgradbo in preteklostjo naše galaksije.
Kot naslednica misije Hipparcos (operativna 1989–93) je Gaia del dolgoročnega znanstvenega programa ESA Horizon 2000+. Plovilo Gaia je 19. decembra 2013 izstrelilo podjetje Arianespace Arhivirano 2011-11-01 na Wayback Machine. z raketo Sojuz ST-B / Fregat-MT iz Kourouja v Francoski Gvajani. Vesoljsko plovilo trenutno deluje na Lissajousjevi orbiti okoli  Lagrangeve točke L 2 sistema Sonce - Zemlja .

## Zgodovina
Vesoljski teleskop Gaia ima svoje korenine v misiji ESA Hipparcos (1989–1993). Njegov cilj sta oktobra 1993 predlagala Lennart Lindegren ( observatorij Lund, univerza Lund, Švedska) in Michael Perryman (ESA) v odgovor na razpis za zbiranje predlogov za dolgoročni znanstveni program ESA Horizon Plus. Odbor za znanstveni program ESA ga je 13. oktobra 2000 sprejel kot temeljno nalogo številka 6, faza projekta B2 pa je bila odobrena 9. februarja 2006, pri čemer je EADS Astrium prevzel odgovornost za strojno opremo. Ime "Gaia" je prvotno nastalo kot kratica za Global Astrometric Interferometer for Astrophysics. To je odražalo optično tehniko interferometrije, ki je bila prvotno načrtovana za vesoljsko plovilo. Cilji so se s časom razširili, tako da kratica ne pove več vsega, kar Gaia zmore, ime za projekt pa je ostalo.
Skupni stroški misije znašajo približno 740 milijonov EUR (~ 1 milijardo USD), za izdelavo plovila, pot z zemlje na končno točko in za operacije na tleh. Gaia je zakasnila za dve leti in stala 16 % več kot je bil njen prvotni proračun, predvsem zaradi težav, ki so nastale pri poliranju njenih deset ogledal, in problemov med montažo in testiranjem goriščnega sistema za kamere.

## Cilji
Vesoljska misija Gaia ima naslednje cilje:
- Za določitev lastnih svetilnosti zvezd je treba poznati njihovo oddaljenost. Eden redkih načinov, kako to doseči brez fizičnih predpostavk, je s paralakso, vendar atmosferski učinki in instrumentalne pristranskosti poslabšajo natančnost meritev paralakse. Spremenljivke Kefeide se uporabljajo kot standardne sveče za merjenje razdalj do galaksij, vendar so njihove lastne razdalje slabo znane. Tako ostajajo količine, na primer hitrost širjenja vesolja, ki so od njih odvisne, dalje netočne. Natančno merjenje razdalj ima velik vpliv na razumevanje dogajanj v drugih galaksijah in s tem celotnega vesolja.
- Opazovanje najšibkejših objektov bo zagotovilo popolnejši pogled na svetlostno funkcijo zvezd. Gaia opazuje milijardo zvezd in drugih teles, kar predstavlja 1 % vsebine Rimske ceste.[23] Če želimo dobiti nepristranski vzorec, je treba izmeriti vse objekte do določene magnitude.
- Dobljeni rezultati (kot so razvrstitev, pogostost, korelacije in neposredno opazovane spremembe v lastnostih (bodisi redke oz. enkratne, bodisi ciklične) naj bi omogočili boljše razumevanje hitrejših obdobij v življenju zvezd in dinamike naše galaksije. To je mogoč doseči le z dolgotrajnimi podrobnimi in ponavljajočimi se opazovanji velikega števila zvezd.
- Merjenje astrometričnih in kinematičnih lastnosti zvezde je potrebno za razumevanje različnih zvezdnih populacij, zlasti najbolj oddaljenih.

Da doseže te cilje, ima Gaia naslednje naloge:
- Določiti pozicijo, paralakso in letno lastno gibanje 1 milijarde zvezd z natančnostjo približno 20 microarcseconds (μas) pri magnitudi 15, in 200 μas pri magnitudi 20.
- Določiti položaj zvezd pri magnitudi V = 10 do natančnosti 7 μas – to bi pri merjenju položaja lasu, ki je1000 km oddaljen, pomenilo natančnost njegove debeline , - med 12 in 25 μas do V = 15 in med 100 in 300 μas do V = 20, odvisno od barve zvezde.
- Razdalja do približno 20 milijonov zvezd bo tako izmerjena z natančnostjo 1 %  ali bolje, približno 200 milijonov razdalj pa bolje kot 10 %. Razdalje, natančne do 10 %, bodo segale vse do Galaktičnega središča, to je do oddaljenosti 30.000 svetlobnih let.[24]
- Izmeriti tangencialno hitrost 40 milijonov zvezd z natančnostjo boljšo kot 0,5 km/s.
- Določiti atmosferske parametre (kot so efektivna temperatura, medzvezdna ekstinkcija vidne črte, površinska gravitacija, kovinskost) za vse opažene zvezde [25] ter nekaj podrobnejših kemičnih parametrov za tarče, svetlejše od V = 15.[26]
- Natančno izmeriti orbite in naklone tisoč zunajsolarnih planetov, pri tem določiti njihovo pravo maso z uporabo astrometričnih metod odkrivanja planetov.[27][28]
- Natančneje izmeriti upogibanje zvezdne svetlobe zaradi Sončevega gravitacijskega polja, kot ga je predvidela Splošna teorija relativnosti Alberta Einsteina in ki ga je prvič odkril Arthur Eddington med sončnim mrkom leta 1919 – po tej poti neposredno opazovati strukturo vesolja in časa.[21]
- Potencial za odkrivanje Apohelejevih asteroidov z orbitami, ki ležijo med Zemljo in Soncem, v območju, ki ga teleskopi na Zemlji težko spremljajo, saj je na nebu vidno le podnevi oziroma tik pred dnem in tik po njem.[29]
- Odkritje do 500.000 kvazarjev .

## Vesoljsko plovilo
Gaio je poslalo v vesolje podjetje Arianespace z raketo Soyuz ST-B z zgornjo stopnjo Fregat-MT iz Ensemble de Lancement Soyouz. Start v Kourouju v Francoski Gvajani je bil 19. decembra 2013 ob 9.12 UTC (06:12 po lokalnem času). Satelit se je 43 minut po izstrelitvi ob 9.54 UTC ločil od zgornje stopnje rakete. Plovilo se je nato odpravilo na pot proti točki L2 sistema Sonce-Zemlja, ki se nahaja približno 1,5 milijona kilometrov daleč. Točka L2, kamor je Gaia prispela 8. januarja 2014, vesoljskemu plovilu zagotavlja zelo stabilno gravitacijsko in termično okolje. TPlovilo se premika po Lissajousjevi orbiti, ki preprečuje, da bi Zemlja blokirala Sonce - to bi omejilo količino sončne energije, ki bi bila na voljo sončnim celicam plovila, poleg tega pa zmotilo toplotno ravnovesje vesoljskega plovila. Po izstrelitvi so namestili senčnik s premerom 10 metrov. Senčnik je vedno obrnjen proti Soncu, s čimer ohranja vse teleskopske komponente hladne in napaja Gaio s pomočjo sončnih celic na svoji površini.

### Znanstveni instrumenti
Tovor Gaia sestavljajo trije glavni instrumenti:
1. Astrometrični instrument (Astro) z merjenjem kotnega položaja natančno določa položaje vseh zvezd, ki so svetlejše od magnitude 20, .[14] Z združevanjem meritev katere koli zvezde v petletni misiji bo mogoče določiti njeno paralakso in s tem razdaljo ter lastno gibanje  telesa - to je hitrost zvezde, projicirane na nebesno ravnino.
2. Fotometrični instrument (BP/RP) omogoča merjenje svetilnosti zvezd na območju 320–1000 nm za vse zvezde, svetlejše od magnitude 20.[14] Modri in rdeči fotometer (BP/RP) se uporabljata za merjenje lastnosti, kot so temperatura, masa, starost in elementarna sestava zvezd.[21][34] Večbarvna fotometrija uporablja dve prizmi iz zlitega silicijevega dioksida nizke ločljivosti, ki pred zaznavanjem razpršita vso svetlobo, ki vstopa v vidno polje iz smeri vzdolž skeniranja. Modri fotometer (BP) deluje v območju valovnih dolžin 330–680 nm; rdeči fotometer (RP) pokriva območje valovnih dolžin 640–1050 nm.[35]
3. Spektrometer na radialno hitrost (RVS) se uporablja za določanje hitrosti nebesnih teles vzdolž vidne črte s pomočjo spektrov visoke ločljivosti v spektralnem pasu 847–874 nm (poljske črte kalcijevega iona) za objekte do magnitude 17. Radialne hitrosti se merijo z natančnostjo med 1 km/s (V = 11,5) in 30 km/s (V = 17,5). Meritve radialnih hitrosti je pomembno popraviti za pospešek, ki ga povzroči gibanje vzdolž vidne črte. " [35] RVS določa hitrost zvezde vzdolž vidne črte Gaie z merjenjem Dopplerjevega efekta na absorpcijskih linijah v spektru visoke ločljivosti.

Da se ohranita natančna usmeritev ustrezni fokus za zvezde, ki so oddaljene veliko svetlobnih let, na voljo skoraj ni nobenega premičnega dela. Podsistemi vesoljskega plovila so nameščeni na togem okvirju iz silicijevega karbida, kar zagotavlja stabilno strukturo, ki se zaradi toplote ne bo razširila ali skrčila. Kontrolo položaja zagotavljajo majhni motorji na hladen plin, ki imajo lahko pretok do 1,5 mikrograma dušika na sekundo.
Telemetrična povezava s satelitom ima v povprečju hitrost približno 3 Mbit/s, medtem ko skupna vsebina slike v goriščni ravnini znaša več Gbit/s . Zato je mogoče na zemljo prenesti le nekaj deset slikovnih pik okoli vsakega predmeta.
Zrcala (Z)
- Zrcala teleskopa 1 (M1, M2 in M3)
- Zrcala teleskopa 2 (M'1, M'2 in M'3)
- zrcala M4, M'4, M5, M6 niso prikazana

Drugi sestavni deli (1–9)
1. Optična miza (torus iz silicijevega karbida)
2. Radiator za hlajenje goriščne ravnine
3. Elektronika goriščne ravnine [36]
4. Rezervoarji za dušik
5. Spektroskop na difrakcijsko rešetko
6. Rezervoarji za tekoče pogonsko gorivo
7. Sledilci zvezd
8. Telekomunikacijski pano in baterije
9. Glavni pogonski sistem

(A) Pot svetlobe skozi teleskop 1
Načrt goriščne ravnine in instrumentovGaia. Zarati vrtenja plovila se slike premikajo pred goriščne ravnine z desne na levo s hitrostjo 60 ločnih sekund na sekundo.
1. Vstopna svetloba z zrcala M3
2. Vstopna svetloba z zrcala M'3
3. goriščna ravnina z detektorjem za astrometrični instrument (svetlo modro), modri fotometer(temno modro), rdeči fotometer (rdeče) in spektrometer za radialne hitrosti (roza).
4. Zrcali M4 in M'4 - združita oba vstopna žarka
5. Zrcalo M5
6. Zrcalo M6 - osvetljuje goriščno ravnino
7. Optika in difrakcijska rešetka za spektrometer za radialne hitrosti (RVS)
8. Prizmi za modri (BP) in rdeči (RP) fotometer

### Načela merjenja
Podobno kot njegov predhodnik Hipparcos, vendar s stokrat boljšo natančnostjo, Gaia vsebuje dva teleskopa, ki opazujeta v dveh smereh s stalnim kotom 106,5 ° med njima. Vesoljsko plovilo se neprestano vrti okoli osi, ki leži pravokotno na opazovalni črti obeh teleskopov. Os vrtenja ima glede na nebo rahlo precesijo, pri tem pa ohranja enak kot proti Soncu. Z natančnim merjenjem relativnih položajev posameznih objektov v obeh smereh opazovanja dobimo tog referenčni sistem.
Dve ključni lastnosti teleskopa sta:
- 1,45 × 0,5 m primarno ogledalo za vsak teleskop
- 1,0 × 0,5 m tarča v žariščni ravninii, na katero se projicira svetloba iz obeh teleskopov. Tarčo sestavlja 106 CCD, vsaka od njih z 4500 x 1966 točk, kar skupno znese  937.8 milijona pik (skratka, gre za kamero gigapiksel razreda) .[38][39][40]

Vsak nebesni objekt bo med misijo, ki naj bi trajala pet let, v povprečju opazovan približno 70-krat. Te meritve bodo pomagale določiti astrometrične parametre zvezd: dve meritvi, ki ustrezata kotnemu položaju določene zvezde na nebu, dve za odvode položaja zvezde skozi čas (gibanje) in nazadnje paralakso zvezde, iz katere je mogoče izračunati razdaljo. Radialna hitrost svetlejših zvezd se meri z integriranim spektrometrom, na osnovi Dopplerjevega učinka. Zaradi fizičnih omejitev nosilne rakete Sojuz tarč v fokusu Gaie ni bilo mogoče optimalno zaščititi pred sevanjem, tako da ESA pričakuje, da bo njih uspešnost nekoliko trpela proti koncu misije petletnega. Pred začetkom misije so testi CCD pod sevanjem zagotovili, da je mogoče doseči njene primarne cilje.
Pričakovane točnosti podatkov v končnem katalogu so določili s preizkusi v orbiti, ob upoštevajoč vpliv razpršene svetlobe, degradacije optike in osnovne nestabilnosti kota. Najboljše natančnosti za paralakso, položaj in pravilno gibanje imajo svetlejše opazovane zvezde, z navidezno magnitudo 3–12. Standardni odklon za te zvezde naj bi bil pod 6,7 mikro-ločnih sekund.Za šibkejše zvezde se ravni napak povečajo in dosežejo napako v paralaksi pri zvezdah 15. magnitude 26,6 mikro-ločnih sekund in nekaj sto mirko-arc sekund pri zvezdah 20. magnitude. Za primerjavo, so najboljše ravni napak v paralaksi pri Hipparcosu reda velikosti 100 mikro-arc sekund, značilne ravni pa so nekajkrat večje.

## Obdelava podatkov
Celotni obseg podatkov, ki jih bo vesoljsko plovilo zajelo med nominalno petletno misijo pri hitrosti prenosa podatkov 1 Mbit/s je okoli 60 TB, kar pomeni približno 200 TB uporabnih nekomprimiranih podatkov, shranjenih v bazi podatkov InterSystems Caché. Odgovoren za obdelavo podatkov, ki jo delno financira ESA, je evropski konzorcij DPAC (Data Processing and Analysis consortium), za katerega so se odločili po njegovi prijavi na razpis ESA novembra 2006. Sredstva za DPAC zagotavljajo sodelujoče države in so zagotovljena do izdaje končnega kataloga Gaia ' v načrtu za leto 2022.
Gaia vsak dan pošilja podatke približno osem ur dolgo s hitrostjo 5 Mbit/s. Podatke prejemajo trije radio teleskopi s premerom 35 metrov v mreži ESTRACK, ki se nahajajo v španskem Cebrerosu, argentinski Malargüe in avstralski Novi Norciji.

## Izstrelitev in orbita
V oktobru 2013 ESA moral preložiti prvotni datum izstrelitve Gaie, ker je bilo iz varnostnih razlogov treba zamenjati dva transponderja. Naprave se uporabljajo za ustvarjanje časovnih signalov za prenos znanstvenih podatkov na zemljo. Težava s transponderjem iste vrste na satelitu, ki je že bil v orbiti, je razlog za zamenjavo in ponovno preverjanje po vgradnji.
Gaia je bila uspešno lansirana 19. decembra 2013 ob 9.12 UTC . Približno tri tedne po izstrelitvi, 8. januarja 2014, je dosegla ciljno orbito okoli točke Lagrange (L2) Sonce-Zemlja (SEL2), približno 1,5 milijona kilometrov od Zemlje.
Leta 2015 je observatorij Pan-STARRS odkril objekt, ki obkroža Zemljo in ki ga je  Minor Planet Center katalogiziral kot objekt 2015 HP116 . Kmalu je bilo ugotovljeno, da gre za naključno ponovno odkritje vesoljskega plovila Gaia, tako da so predlog nemudoma umaknili.

## Problem z razpršeno svetlobo
Kmalu po izstrelitvi je ESA razkrila, da ima Gaia probleme z razpršeno svetlobo . Sprva se je domnevalo, da je vzrok v usedlinah ledu, zaradi katerih se del svetlobe na robovih zaščite pred soncem razprši in se skozi odprtine teleskopa odbija na goriščno ravnino. Dejanski vzrok za razpršeno svetlobo so kasneje identificirali kot vlakna sončnega ščita, ki štrlijo čez robove ščita. To se kaže v "degradacije v znanstveni uspešnosti, [ki] bo razmeroma skromna in v glavnem omejena na najšibkejše med eno milijard opazovanih zvezd." Za izboljšano uspešnost so vgradili popravilne algoritme Degradacija je občutnejša za RVS spektrograf kot za astrometrijske meritve.

## Potek misije
Faza preskušanja in umerjanja, ki se je začela, ko je bila Gaia na poti do točke SEL2, je tekla do konca julija 2014, z zamudo treh mesecev zaradi nepredvidenih težav z razpršeno svetlobo na detektorju. Po šestmesečnem obdobju zagona je satelit 25. julija 2014 začel s svojim nominalnim petletnim obdobjem znanstvenega dela najprej z intenzivnim snemanjem območja v bližini polov ekliptike ; 21. avgusta 2014 je Gaia prešla na običajni način snemanja, ki zagotavlja enakomernejšo pokritost.
Čeprav je bilo prvotno načrtovano, da se meritve omejijo na zvezde, šibkejše od magnitude 5,7, so testi med obratovanjem pokazali, da bi lahko Gaia samostojno identificirala zvezde vse do magnitude  3. Ko je Gaia julija 2014 začela z rednim delom, so napravo konfigurirali na rutinsko obdelavo zvezd v razponu magnitud 3 - 20. Poleg te meje se za prenos neobdelanih podatkov skeniranja za preostalih 230 zvezd, svetlejših od magnitude 3, uporabljajo posebni postopki; razvili so pri tem metode za skrčevanje in analizo teh podatkov; tako da je pričakovati, da bo prišlo do "popolne pokritosti neba na svetlem koncu" s standardnimi napakami "nekaj deset µas".
Leta 2018 so podaljšali misijo Gaia do leta 2020, z dodatno "okvirno možnostjo podaljšati" za dve leti do leta 2022. Leta 2020 je bila misija Gaia dodatno podaljšana do leta 2022, z dodatno "okvirno možnostjo podaljšanja" do leta 2025. Nadaljnja podaljšanja misije omejuje zaloga goriva za mikropogonski sistem, ki bo predvidoma zadoščala do novembra 2024.
12. septembra 2014 je Gaia odkrila svojo prvo supernovo v drugi galaksiji. 3. julija 2015 so na podlagi podatkov vesoljskega plovila izdali zemljevid Rimske ceste na osnovi gostote zvezd. Avgusta 2016 je bilo "uspešno obdelanih več kot 50 milijard prehodov skozi goriščno ravnino, 110 milijard fotometričnih in 9,4 milijarde spektroskopskih opazovanj." 

### Izdaje podatkov
Katalog Gaia izhaja v fazah, ki bodo vsebovale vse več informacij; v prvi izdaji prav tako manjkajo nekatere zvezde, zlasti šibkejše zvezde, ki se nahajajo v gostih zvezdnih poljih, in binarni sistemi z majhnimi razdaljami med zvezdama. Prvo izdajo podatkov, Gaia DR1, ki je temeljila na 14-mesečnih opazovanjih do septembra 2015, so predstavili javnosti 14. septembra 2016  in jo opisali v vrsti člankov, objavljenih v reviji Astronomy and Astrophysics . Objavljeni podatki vsebujejo "položaje in ... magnitude za 1,1 milijarde zvezd, ki uporabljajo samo podatke Gaia ; položaje, paralakse in lastna gibanja za več kot 2 milijona zvezd", ki temeljijo na kombinaciji podatkov Gaia in Tycho-2 za te predmete v obeh katalogih; "svetlobne krivulje in značilnosti za približno 3000 spremenljivih zvezd ter položaje in magnitude za več kot 2000… ekstragalaktičnih virov, ki so temelj za definicijo nebesnega referenčnega okvira ". Do podatkov iz te izdaje DR1 je mogoče priti v arhivu Gaia  pa tudi prek astronomskih podatkovnih centrov, kot je CDS.
Druga izdaja podatkov (DR2)  25. aprila 2018 , temelji na 22 mesecih opazovanj med 25. julijem 2014 in 23. majem 2016. Vključuje položaje, paralakse in pravilna gibanja za približno 1,3 milijarde zvezd ter položaje dodatnih 300 milijonov zvezd v območju magnitud g = 3–20, rdeče in modre fotometrične podatke za približno 1,1 milijarde zvezd ter enobarvno fotometrijo za dodatnih 400 milijonov zvezd in povprečne radialne hitrosti za približno 7 milijonov zvezd med magnitudo 4 in 13. Vsebuje tudi podatke za več kot 14.000 izbranih objektov sončnega sistema. Koordinate v DR2 uporabljajo drugi nebesni referenčni okvir Gaie(Gaia -CRF2), ki temelji 492,006 virih, za katere se meni, da so kvazarji, in ki je "prva popolna realizacija Mednarodnega zvezdnega referečnega sistema (ICRS) ... ki temelji izključno samo na izvengalaktičnih virih. "  Primerjava mest 2843 virov, skupnih Gaia -CRF2, in predhodne različice ICRF3 kaže globalno pokrivanje 20 do 30 μas, čeprav se lahko da posamezni viri razlikujejo za več mas. Ker postopek obdelave podatkov povezuje posamezna opazovanja Gaia z določenimi viri na nebu, se bo v nekaterih primerih povezava opazovanj z viri pri novi objavi podatkov razlikovala. Zato DR2 uporablja drugačne identifikacijske številke vira kot pa DR1. Pri podatkih DR2 so naleteli na številna vprašanja, tako majhne sistematične napake v astrometriji in znatno onesnažene vrednosti radialne hitrosti na gosto zasedenih področjih, kar lahko pomeni razlike do enega odstotka za radialne hitrosti. Tekoče delo bo v prihodnjih izdajah rešilo ta vprašanja. V vodiču, ki ga je decembra 2019 pripravil biro za pomoč uporabnikov, je najti  "vse informacije, nasvete in zvijače, pasti, opozorila in priporočila, pomembna za" DR2.
Zaradi negotovosti pri zbiranju podatkov je bila tretja objava podatkov, ki temelji na 34 -mesečnih opazovanjih, razdeljena na dva dela, tako da so bili prvi objavljeni podatki, ki so bili prvi pripravljeni. Prvi del, EDR3 ("Early Data Release 3"), ki ga sestavljajo izboljšani položaji, paralakse in ustrezni gibi, je bil izdan 3. decembra 2020. Koordinate v EDR3 uporabljajo novo različico nebesnega referenčnega okvirja Gaia (Gaia -CRF3), ki temelji na opazovanjih 1,614,173 izvengalaktičnih virov,. Med njimi je 2269, ki so skupni radio virom tretje revizije Mednarodnega nebesnega referenčnega okvirja ( ICRF3) .
Na voljo je tudi Gaia katalog zvezd sosed (GCNS), ki vsebuje 331.312 zvezd v oddaljenosti do (nominalno) 100 parsekov (326 svetlobnih let).

#### Prihodnje izdaje
DR3, prvotno načrtovan za drugo polovico leta 2021, bo vključeval podatke EDR3 in podatke o sončnem sistemu; informacije o variabilnosti; rezultate za posamezne zvezde, za kvazarje in za razširjene objekte; astrofizikalne parametre; in poseben nabor podatkov, fotometrično raziskavo Gaia Andromeda (GAPS), ki zagotavlja fotometrične časovne vrste za približno 1 milijon virov na področju do 5,5 stopinj okoli središča galaksije Andromeda. Večina meritev v DR3 naj bi bila 1,2 -krat natančnejša kot DR2; lastna gibanja bodo 1,9-krat natančnejša. Datumi izdaje EDR3 in DR3 so bili odloženi zaradi učinkov pandemije COVID-19 na konzorcij za obdelavo in analizo podatkov Gaia. ESA je 7. septembra 2020 objavila, da bo Gaia DR3 izšla v prvi polovici leta 2022.
Celotna baza podatkov za petletno nominalno misijo DR4, bo vključevala popolne astrometrične, fotometrične in radialne hitrostne kataloge, poglavja s spremenljivimi zvezdami in binarnimi zvezdami, klasifikacije virov ter številne astrofizične parametre za zvezde, nerazrešene zvezdne pare, galaksije in kvazarje, seznam ekso-planetov ter podatki o epohi in tranzitu za vse vire. Dodatne izdaje bodo možne, če se misija podaljša. Večina meritev v DR4 naj bi bila 1,7 -krat natančnejša od DR2; lastna gibanja bodo 4,5 -krat natančnejša.
Če se bo misija podaljšala do 2024, bo večina rezultatov na osnovi desetih let meritev 1,4-krat natančnejša od DR4, medtem lastna gibanja pa 2,8-krat natančnejši od DR4.
Gaia Sky (aplikacijo za popularizacijo misije) so razvili kot orodje za raziskovanje galaksije v treh dimenzijah z uporabo podatkov Gaia. 

### Pomembni rezultati
Novembra 2017 so znanstveniki pod vodstvom Davideja Massarija z astronomskega inštituta Kapteyn na Univerzi v Groningenu na Nizozemskem objavili članek, ki raziskuje astna gibanja (3D) v pritlikavi galaksiji Sculptor in pot te galaksije skozi vesolje z vidika  Rimske ceste. Članek sloni na podatkih iz Gaie in vesoljskega teleskopa Hubble . Massari je dejal: "Z doseženo natančnostjo lahko merimo letno gibanje zvezde po nebu, ki je manjše kot glava bucike na luni, gledane z Zemlje." Podatki so pokazali, da Kipar kroži okoli Rimske ceste po zelo eliptični orbiti; trenutno je blizu perihelija približno 83,4 kpc (272.000 ly), afelij (tj. najbolj oddaljena točka) naj bi bil na oddaljenosti  222 kpc (720.000 ly).
Oktobra 2018 so astronomi z univerze Leiden lahko iz nabora podatkov DR2 določili orbite 20 zvezd s hiperhitrostjo. Pričakovali so, da bodo našli eno samo zvezdo, ki je dovolj hitra, da zapušča Rimsko cesto, našli pa so jih dejansko sedem. Še večje presenečenje za ekipo je bilo odkritje, da se 13 zvezd z veliko hitrostjo približuje Rimski cesti, z verjetnim izvorom v še neznanih ekstragalaktičnih virih. Druga možnost je, da gre za zvezde halo te galaksije; nadaljnje spektroskopske študije bodo pomagale ugotoviti, kateri scenarij je bolj verjeten. Neodvisne meritve so pokazale, da je največja radialna hitrost med hiperhitrimi zvezdami kontaminirana s svetlobo iz bližnjih svetlih zvezd, ker se zvezda nahaja na področju, ki je nabito polno zvezd; tako obstajajo dvomi tudi o drugih visokih radialnih hitrostih, ki jih je Gaia izmerila.
Novembra 2018 je bila odkrita galaksija Antlia 2. Po velikosti spominja na Veliki Magellanov oblak, čeprav je 10.000 krat šibkejša. Antlia 2 ima najnižjo površinsko svetlost od vseh odkritih galaksij.
Decembra 2019 so odkrili zvezdno kopico Price-Whelan 1. Kopica pripada Magellanovim oblakom in se nahaja v vodilnem kraku teh pritlikavih galaksij . Odkritje kaže, da je tok plina, ki se razteza od Magellanovih oblakov do Rimske ceste, približno za polovico bliže Rimski cesti, kot pa se je doslej mislilo.
V podatkih, objavljenih januarja 2020, so odkrili Radcliffov val s
Marca 2021 je Evropska vesoljska agencija objavila, da je Gaia prvič identificirala tranzitni eksoplanet. Planet so odkrili v orbiti zvezde solarnega tipa Gaia EDR3 3026325426682637824. Po prvem odkritju so za potrditev odkritja uporabili spektrograf PEPSI velikega binokularnega teleskopa (LBT) v Arizoni, ki je planet razvrstil med planete vrste Jovian, to je planete iz plinastega vodika in helija.

## GaiaNIR
GaiaNIR (Gaia Near Infra Red) je predlagana naslednica Gaie v bližnjem infrardečem delu spektra . Misija bi lahko razširila trenutni katalog z viri, ki so vidni le v bližnji infrardeči svetlobi, in hkrati izboljšala paralakso zvezd in ustrezno natančnost gibanja s ponovnim ogledom virov kataloga Gaia.
Eden glavnih izzivov pri razvoju GaiaNIR je razvoj detektorjev za bližnje infrardeče področje. Trenutna tehnologija TDI, ki se uporablja za vesoljsko plovilo Gaia, je na voljo samo pri vidni svetlobi in ne v bližnji infrardeči svetlobi. Druga možnost je de-spin ogledalo in običajni infrardeči detektorji. Ta tehnološki izziv bo verjetno povečal stroške misije razreda ESA M in bo morda zahteval sofinanciranje drugih vesoljskih agencij. Predlagano je bilo tudi možno partnerstvo z ameriškimi institucijami.